# Bieno
Bieno és un municipi italià, dins de la província de Trento. L'any 2007 tenia 447 habitants. Limita amb els municipis de Pieve Tesino, Scurelle i Strigno.

## Administració
| Període | Identitat              | Partit        |
| ------- | ---------------------- | ------------- |
| 2005-   | Giorgio Mario Tognolli | Llista cívica |